# Rashaida
Rashaida, arapski narod srodan Beduinima Saudijske Arabije, naseljen uz obalu Crvenog mora sve od Massawe u Eritreji, pa do Port Sudana u Sudanu. Na područje Afrike Rašaidi dolaze negdje prije kojih 150 ili 170 godina s Arapskog poluotoka. 
Rašaidi su nomadski narod koji živi u šatorima od kozjih koža, a uzgajivači su ovaca, koza i deva. Žene počinju nositi velove još dok su djevojčice, a njezin muž jedini je muškarac kojemu će dozvoliti da joj vidi lice. 
Jezično pripadaju arapskoj grani semitskih jezika. Populacija im iznosi oko 89,000 u Sudanu i 41,000 u Eritreji. Po vjeri su muslimani. 